# Kondycja finansowa
Kondycja finansowa (ang. financial health) – pojęcie opisujące ocenę sytuacji finansowej osoby fizycznej lub przedsiębiorstwa. Dla osób fizycznych oznacza wysokość uzyskiwanych dochodów, możliwość gromadzenia oszczędności, budowanie bogactwa, regulowania terminowo wszystkich wymaganych zobowiązań, zarówno wynikających z codziennych opłat, jak i zaciągniętych zobowiązań finansowych itp. Osoba fizyczna lub prawna może posiadać dobrą lub złą kondycję finansową.
W przypadku przedsiębiorstw, posiadana kondycja finansowa determinuje zdolność do utrzymania się na rynku w warunkach konkurencji. Pojęcie to odnosi się do trwałości przedsiębiorstwa, jego bezpieczeństwa i wiarygodności finansowej oraz zdolności do generowania zysku czy wzrostu wartości. „Stan zdrowia” przedsiębiorstwa określany jest w szczególności przez takie parametry jak płynność finansowa, wypłacalność, rentowność zasobów i zyskowność prowadzonej działalności. O złej kondycji finansowej można mówić na przykład, gdy przedsiębiorstwo utraciło płynność finansową, jest nierentowne i niezyskowne.